# Col des Écorbants
Der Col des Écorbants ist ein 853 Meter hoher französischer Gebirgspass im Zentralmassiv. Er befindet sich in der Region Auvergne-Rhône-Alpes zwischen den Départements Rhône und Loire und verbindet über die D10 die Gemeinden Poule-les-Écharmeaux im Norden und Ranchal im Süden.

## Lage und Streckenführung
Der Pass führt durch die Monts du Beaujolais im Nordosten des Zentralmassivs in etwa 20 Kilometer östlich von Roanne. Unweit der Passhöhe befindet sich die Kirche Notre Dame de la Rochette.
Die Nordauffahrt von Poule-les-Écharmeaux beginnt bei der Kreuzung zwischen der D385 und der D10 nahe der Ortschaft Les Écharmeaux. Die ersten zwei Kilometer verlaufen flach, ehe die Straße auf der Passhöhe des Col des Aillets (715 m) zu steigen beginnt. Auf den letzten 2,5 Kilometern beträgt die Steigung rund 5 %. Die Auffahrt verläuft großteils gerade in bewaldetem Terrain.
Die Südauffahrt beginnt bereits in Saint-Vincent-de-Reins und führt auf der D10 entlang des Rhins in Richtung Norden. Auf den ersten rund vier Kilometern sind die Steigungsprozente mit rund 2 % relativ moderat, ehe die Straße auf der Höhe von Thel stärker zu steigen beginnt. Bei der Durchfahrung von Ranchal werden Steigungsprozente von etwa 4 % erreicht, bevor die letzten eineinhalb Meter mit über 6 % auf die Passhöhe führen. Die Südauffahrt ist stärker bebaut und beinhaltet einige Kurven.

## Radsport
Im Jahr 2023 führte die Tour de France erstmals über den Col des Écorbants. Auf der 12. Etappe wurde die Südauffahrt von Ranchal absolviert, die als Bergwertung der 3. Kategorie klassifiziert wurde. Die Etappe führte im Anschluss über eine Reihe von Pässen der Monts du Beaujolais, ehe sie in Belleville-en-Beaujolais endete. Der Italiener Giulio Ciccone passierte den Col des Écorbants als Erster.
| Jahr | Etappe     | Bergwertung  | Fahrer         | Auffahrt |
| ---- | ---------- | ------------ | -------------- | -------- |
| 2023 | 12. Etappe | 3. Kategorie | Giulio Ciccone | Süd      |